# Propileji
Propileji (grčki: Propylaea) su u antičkoj grčkoj arhitekturi monumentalno predvorje, odnosno prilazni trijemovi koji vode do graditeljskog sklopa s građevinama reprezentativne namjene i zajedno s njima tvore zatvorenu cjelinu. 
Čuveni propileji se nalaze na atenskoj Akropoli (druga polovica 4. st. pr. Kr.).
Arhitekt Mneziklo (Mnesicles) napravio je široko stubište između dva zida na čijem podnožju je stajalo šest dorskih stupova povezanih gredama, oni su tvorili fasadu prema gradu. 
Na vrhu stubišta nalazio se visoki zid u kojem je bio prolaz širok koliko i središnji dio stubišta. Iza zida se nalazio pronaos koji je također bio zatvoren fasadom od šest stupova. Ovako oblikovanim stubištem, poput modificiranog dorskog hrama, riješen je, ali u isto vrijeme i monumentaliziran, uspon na Akropolu koji se savršeno uklopio u građevine koje su se nalazile na njoj.
Sjeverno krilo atenske propileje bilo je veće i u njemu se nalazila galerija slika (pinakoteka), najstarija prostorija napravljena s namjenom da se u njoj izlože slike, preteča galerija i muzeja.
Njemački arhitekt L. Klenze izgradio je Propileje u Münchenu.

## Poveznice
- Umjetnost stare Grčke
- Akropola (Atena)

## Vanjske poveznice
- 360° Virtualni obilazak Propileja.